# Русаківка
Русакі́вка (до 1945 року — Кьокей, крим. Kökey, рос. Русаковка) — село в Україні, у Білогірському районі Автономної Республіки Крим. Центр Русаківської сільської ради.

## Населення

### Мова
Розподіл населення за рідною мовою за даними перепису 2001 року:
| Мова              | Кількість | Відсоток |
| ----------------- | --------- | -------- |
| російська         | 616       | 65.25%   |
| кримськотатарська | 175       | 18.54%   |
| українська        | 132       | 13.98%   |
| вірменська        | 11        | 1.17%    |
| білоруська        | 2         | 0.21%    |
| інші/не вказали   | 8         | 0.85%    |
| Усього            | 944       | 100%     |

## Релігія
У селі будується мечеть Кьокей Джамі.
1. ↑  Рідні мови в об'єднаних територіальних громадах України — Український центр суспільних даних